# The Story of Louis Pasteur
The Story of Louis Pasteur is een Amerikaanse biografische film uit 1936 geregisseerd door William Dieterle. De hoofdrollen worden gespeeld door Josephine Hutchinson, Anita Louise, Donald Woods en Paul Muni. De film vertelt het verhaal van de Franse scheikundige en bioloog Louis Pasteur.
De film werd genomineerd voor vier Oscars, waaronder de Oscar voor beste film. De film wist uiteindelijk drie nominaties te verzilveren.

## Rolverdeling
| Acteur                | Personage               |
| --------------------- | ----------------------- |
| Paul Muni             | Louis Pasteur           |
| Josephine Hutchinson  | Marie Pasteur           |
| Anita Louise          | Annette Pasteur         |
| Donald Woods          | Dr. Jean Martel         |
| Fritz Leiber          | Dr. Charbonnet          |
| Henry O'Neill         | Dr. Émile Roux          |
| Porter Hall           | Dr. Rossignol           |
| Raymond Brown         | Dr. Radisse             |
| Akim Tamiroff         | Dr. Zaranoff            |
| Halliwell Hobbes      | Dr. Lister              |
| Frank Reicher         | Dr. Pfeiffer            |
| Dickie Moore          | Joseph Meister          |
| Ruth Robinson         | Mrs. Meister            |
| Walter Kingsford      | Napoleon III            |
| Iphigenie Castiglione | Empress Eugénie         |
| Herbert Corthell      | President van Frankrijk |

## Prijzen en nominaties
| Jaar | Prijs          | Categorie               | Genomineerde(n)                  | Uitslag     |
| ---- | -------------- | ----------------------- | -------------------------------- | ----------- |
| 1936 | Academy Awards | Beste film              | Beste film                       | Genomineerd |
| 1936 | Academy Awards | Beste acteur            | Paul Muni                        | Gewonnen    |
| 1936 | Academy Awards | Beste bewerkte scenario | Pierre Collings, Sheridan Gibney | Gewonnen    |
| 1936 | Academy Awards | Beste verhaal           | Pierre Collings, Sheridan Gibney | Gewonnen    |